# Kurganska oblast
Kurganska oblast (rus. Курганская область) je federalna oblast u Rusiji. Njen administrativni centar je grad Kurgan.